# Temoteo Brito
Temoteo Alves de Brito (Itapetinga, 9 de novembro de 1941 – Belo Horizonte, 20 de abril de 2024), mais conhecido como Temoteo Brito, foi um agropecuarista e político brasileiro, filiado ao Partido Progressista (PP) desde 2019. foi casado e pai de três filhos.
Temoteo Alves de Brito morreu no dia 20 de abril de 2024.

## Biografia
Temoteo participou ativamente da luta pela emancipação de Teixeira de Freitas, que pertencia aos municípios de Alcobaça e Caravelas. No dia 09 de maio de 1985 foi criado o município de Teixeira de Freitas. Foi eleito como o primeiro prefeito de Teixeira de Freitas, pelo Partido da Frente Liberal (PFL) e esteve à frente da administração municipal de 1985-1988, período em que realizou obras relevantes para o desenvolvimento local, entre elas, o Parque de Exposições Temoteo Alves de Brito, a sede da Universidade Estadual da Bahia (UNEB) e a antiga Emarc (atual IFBaiano). 
Em 1990, foi eleito para o cargo de Deputado Estadual pelo Partido da Reconstrução Nacional (PRN). Em 1992 foi novamente eleito como prefeito, permanecendo no cargo até 1996. Temoteo concorreu mais uma vez ao legislativo estadual, sendo eleito deputado estadual pelo Partido do Movimento Democrático Brasileiro (PMDB), 2011-2015.
Em 2016 concorreu mais uma vez ao executivo municipal, sagrando-se pela terceira vez prefeito de Teixeira de Freitas, pelo Partido Social Democrático (PSD), 2017-2020.
Nas eleições municipais de 2020 disputou a reeleição para prefeito, terminando em segundo lugar.